# ديفيد ألان غرير
ديفيد ألان غرير (بالإنجليزية: David Alan Grier)‏ مواليد 30 يونيو 1956 في ديترويت، هو ممثل وكوميدي أمريكي بدأ مسيرته الفنية سنة 1983. فاز بكأس فولبي. درس في جامعة ميشيغان وجامعة ييل.

## الأعمال

### أفلام
- قصة جندي (1984)
- إن ذا آرمي ناو (1994)
- جومانجي (1995) (بدور: كارل بنتلي)
- ستيوارت ليتل (1999) (بدور: ريد)
- مغامرات روكي و بولوينكل (2000)
- أطراف أصابع القدم (2003)
- الرجل الضئيل (2006)
- الولد الخارق (2009)

### مسلسلات
- ساترداي نايت لايف
- بينكي وبرين
- كوسبي
- عقد 1960
- الملفات الغامضة
- بظ يطير وقيادة الكوكب
- شارع السمسم
- بوسطن العامة
- ساموراي جاك
- زوجتي وأطفالي
- بونز
- القانون والنظام: الوحدة الخاصة للضحايا
- النهايات السعيدة
- برنامج ايريك اندريه

## وصلات خارجية
- ديفيد ألان غرير على موقع IMDb (الإنجليزية)
- ديفيد ألان غرير على موقع ميتاكريتيك (الإنجليزية)
- ديفيد ألان غرير على موقع روتن توميتوز (الإنجليزية)
- ديفيد ألان غرير على موقع ألو سيني (الفرنسية)
- ديفيد ألان غرير على موقع ميوزك برينز (الإنجليزية)
- ديفيد ألان غرير على موقع أول موفي (الإنجليزية)
- ديفيد ألان غرير على موقع قاعدة بيانات برودواي على الإنترنت (الإنجليزية)
- ديفيد ألان غرير على موقع قاعدة بيانات الأفلام السويدية (السويدية)
- ديفيد ألان غرير على موقع إن إن دي بي (الإنجليزية)
- ديفيد ألان غرير على موقع قاعدة بيانات الفيلم (الإنجليزية)
- الموقع الرسمي